# KV11

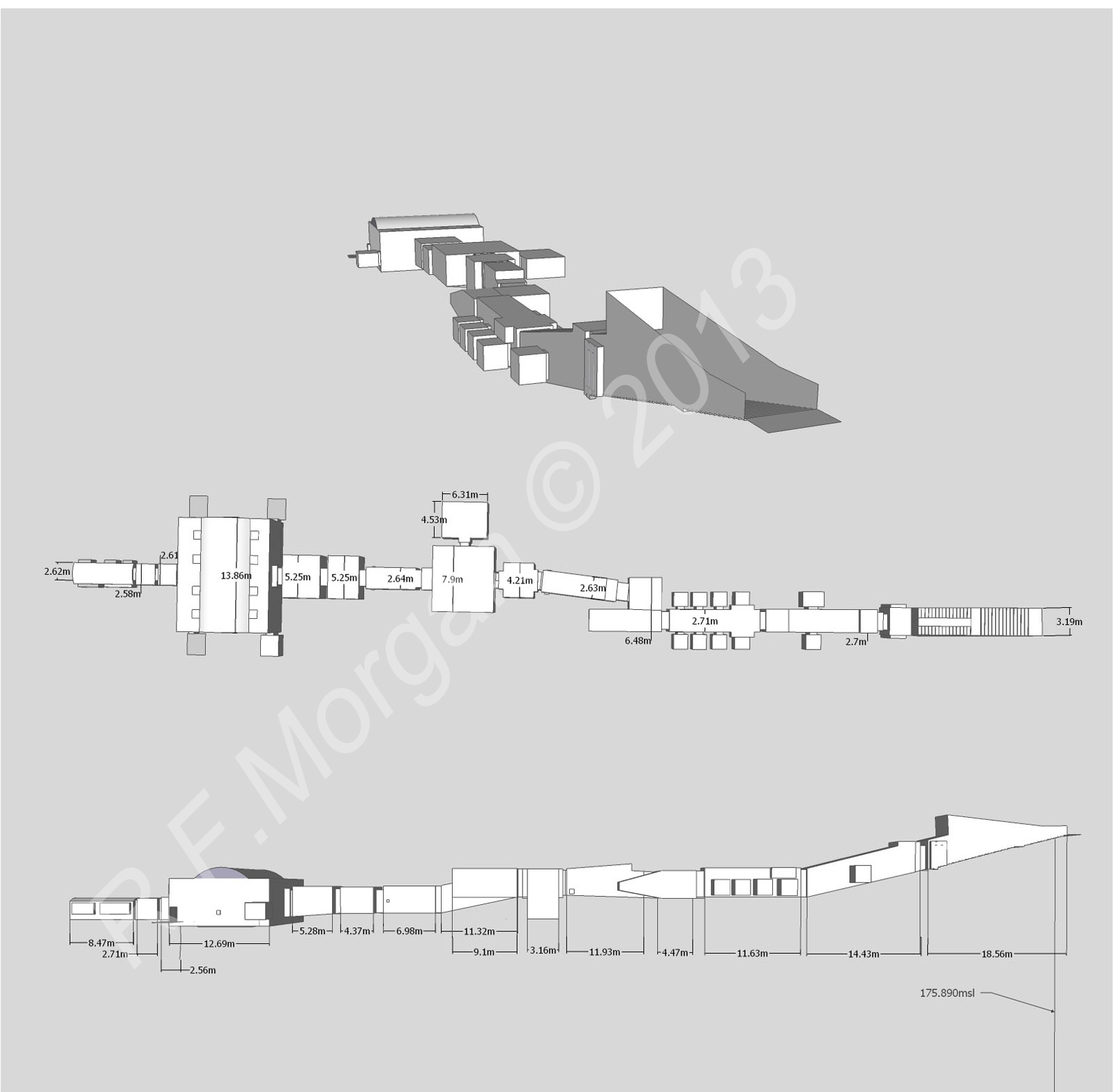
Esquema de la KV11.

KV11 es una tumba egipcia del llamado Valle de los Reyes, situado en la orilla oeste del Nilo, a la altura de la moderna ciudad de Luxor. Aunque fue comenzada por el fundador de la dinastía XX, el rey Sethnajt, acabaría siendo utilizada por su hijo, el último gran faraón, Ramsés III.

## Marco histórico
Tras las muertes de Ramsés II y Merenptah, la dinastía XIX, y con ella el país entero, se colapsó, y un periodo anárquico de incierta duración sacudió Egipto hasta que Sethnajt, un miembro ramésida de la clase militar de Pi-Ramsés asumió el poder y derrotó a todos sus enemigos, incluida la reina Tausert.
Sin embargo, el reinado de Sethnajt, considerado fundador de la dinastía XX fue muy corto, y las arduas labores de restauración del orden corrieron casi por completo a cargo de su hijo y sucesor, coronado como Usermaatra-Meriamón Ramsés-Heqaiunu, esto es, Ramsés III. Considerado el último gran monarca del Egipto faraónico, su meta fue emular a Ramsés II, el Grande, y a esto se dedicó durante su reinado de 31 años, de 1185 a 1154 a. C. De su reinado data la imponente construcción de Medinet Habu, y parece ser que por primera vez en cincuenta años las cosas volvían a sonreír en las Dos Tierras. El reinado de Ramsés III fue el último fulgor del Imperio Nuevo.
Ramsés III salvó en varias ocasiones a su país de la crisis, batallando contra los invasores Pueblos del Mar y realizando necesarias reformas administrativas, pero su reinado acabó de forma terrible. Mientras que los constructores de su enorme tumba en el Valle de los Reyes protagonizaban una huelga -la primera conocida en toda la historia de la humanidad- debido a sus duras condiciones de trabajo, se fraguaba una conspiración en el harén, protagonizada por una reina y un príncipe real. Llegó a haber magia negra implicada en esto, y los trapos sucios que salieron al descubrirse la trama escandalizaron a la sociedad y provocaron una falta de credibilidad y un aumento de la corrupción antes nunca visto.
Incluso se sabe que el faraón no llegó a ver el proceso judicial completo, pues murió antes del cuarto juicio, quizás a causa de la propia conspiración. Con su muerte quedaba condenado el ya maltrecho imperio egipcio, y sus sucesores no harían más que desbaratar toda la labor de Ramsés III, perdiendo toda la influencia exterior, y también la interior, a manos de los sacerdotes de Amón y de los nobles del Alto Egipto y Nubia.

## Situación

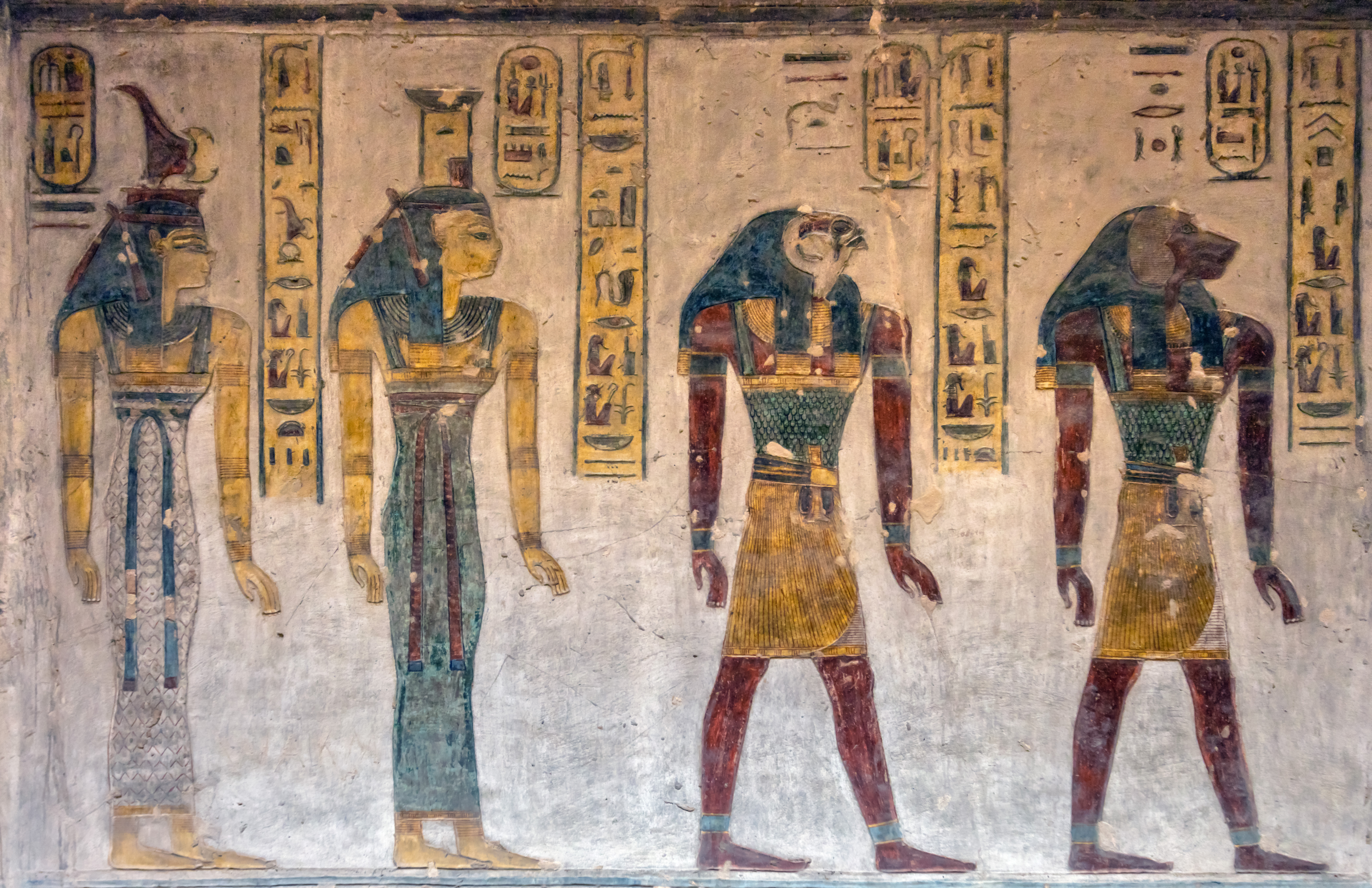
Pinturas de KV11.

KV11 se encuentra algo alejada del uadi central del Valle, abriendo el ramal suroccidental de la necrópolis. Inmediata vecina de KV10 (las obras de la tumba número 11 abrieron un enorme boquete en una cámara de la tumba número 10), está enfrente de dos pequeñas tumbas, KV56 y KV58, pero habría que moverse varios metros más para llegar a algún sepulcro real.
Aunque sigue el mismo diseño simple de las tumbas reales ramésidas, con un eje recto, ausencia de pozo funerario y pasillos de escasa inclinación, la tumba de Ramsés III posee algunas cualidades que la hacen única en su género. Debido a que a la altura del tercer corredor los constructores se toparon con KV10 abriendo un feo boquete en el techo de esta última, se tuvo que desplazar ligeramente y de forma paralela el eje cuando el proyecto se retomó para albergar el cuerpo de Ramsés III. Así, y para evitar otros posibles destrozos, no es de extrañar que el resto del pasillo tenga una pendiente ligeramente ascendente pese a ser algo realmente infrecuente en una tumba egipcia del Imperio Nuevo.
Así, tras la entrada (A), los tres primeros corredores (B, C y el accidentado D1), encontramos el corredor definitivo (D2) y la cámara ritual del pozo (E), que lleva a la sala de pilares (F). Tras ella, era costumbre excavar dos pasillos descendentes y una antecámara, pero se optó esta vez por un solo corredor (G) y dos antecámaras (H e I) antes de llegar a la gran sala sepulcral (J). Como fue muy largo el reinado de Ramsés III, los constructores pudieron permitirse algunas licencias y siguieron construyendo más allá de la cámara sepulcral un total de dos pequeñas habitaciones gemelas (K1 y K2) seguidas de una más alargada al final de la tumba (L). En total, más de 100 m en las profundidades, y una de las tumbas más grandes y de mayor área del Valle de los Reyes.
Pero no sólo se compone la tumba de Ramsés III de estas estancias. El lugar posee muchas cámaras anexas a diferentes estancias que aumentan la belleza y la pujanza del sepulcro. Aparte de las cuatro habitaciones laterales en la cámara sepulcral, que también poseen otras tumbas (Ja, Jb, Jc, Jd), existe un almacén en dirección oeste en la cámara de pilares (Fa), y algo realmente infrecuente: el corredor B consta de un nicho a cada lado (Ba y Bb) y el C de hasta cuatro (Ca, Cb, ..., Ch).

## Decoración

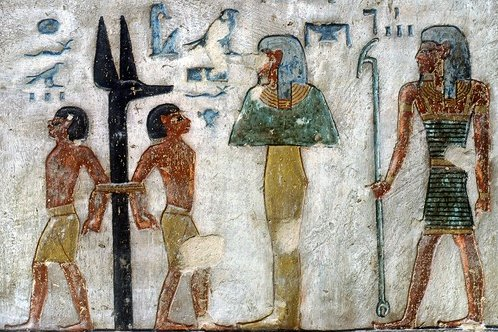
Enemigos atados a un pilar con cabeza de chacal.

En la actualidad KV11 es una de las tumbas abiertas a los turistas, y una de las que cuentan con frescos en buen estado de conservación y notable belleza. Aunque los bajorrelieves no están tan logrados como en otros sepulcros reales, la viveza de los colores, la originalidad de casi todos los motivos decorativos y la hermosura de las representaciones han convertido a la tumba de Ramsés III en una de las joyas del Valle de los Reyes.
Aun así, por su situación geográfica el lugar ha sufrido algunas inundaciones realmente violentas a lo largo de su historia, y hay algunas pinturas que han sufrido muchos daños. Más allá de la cámara de pilares y el pasillo G todas las estancias están en peor estado y su estructura se ha visto dañada por la fuerza de las aguas.

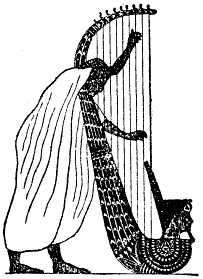
El "arpista ciego". KV11. Champollion: Monuments de l'Egypte et de la Nubie

- Tras el pasillo de entrada, las jambas del corredor B presentan el usual disco solar flanqueado por las aladas Isis y Neftis, pero a esto se añade a forma de columnas unas cabezas de la diosa-vaca Hathor, un motivo inédito que ya avisan de la variada decoración de la tumba. A lo largo del pasillo podemos ver parte de la Letanía de Ra en las paredes y estrellas en el cielo, así como al rey -los cartuchos de Sethnajt fueron sustituidos por los de su hijo Ramsés III- junto al dios Ra-Horajti. Las habitaciones laterales Ba y Bb muestran acciones seculares (carniceros, marineros, cocineros, panaderos, y los útiles de trabajo de todos ellos), algo realmente infrecuente en un lugar como KV11.

- El corredor C continúa con la Letanía de Ra y añade algunas escenas del amplio Libro de los Muertos. Por su parte, las habitaciones laterales incluyen pinturas también extrañas a una tumba real:

- En Ca y Cb aparecen representadas varias divinidades fluviales (Hapy, Renenutet, etc.)
- En Cc y Cf hay más fragmentos del Libro de los Muertos.
- En Cd están las celebérrimas imágenes de los arpistas "ciegos" tocando frente algunas deidades como Ra, Osiris o Shu.
- En Ce aparecen doce figuras de Osiris sentado en toda su majestad.
- En Cg y Ch están representados diversos objetos funerarios, estandartes divinos, y fauna del lugar.

- La única parte decorada del corredor D es el pasadizo D2 -el D1, cuya construcción causó el desplome del techo en KV10 carece de pinturas- y en él están pintadas las horas cuartas y quintas del recorrido nocturno del Sol, esto es, del Libro del Amduat. A partir de esta zona la decoración es completamente original de Ramsés III, no de Sethnajt.

- La habitación E (o sala del "pozo") cuenta con figuras del difunto monarca junto a Osiris, Isis, Neftis, Serket, Anubis y los cuatro hijos de Horus.

- De todas las estancias en KV11 es sin duda la cámara de pilares (F) la de mayor hermosura y en la que las imágenes mejor conservadas están en su gran mayoría. Mientras que las paredes cuentan con partes del Libro de las Puertas, en las caras de los cuatro pilares aparece Ramsés III haciendo ofrendas a varios dioses masculinos (Ra-Horajti, Atum, Ptah, Geb, Jepri, Toth, Nefertem...). La sala anexa Fa continúa con la temática del Libro de las Puertas, y existen más ofrendas a Osiris, Toth y Horus, así como dos imágenes de Serket y Neit.

- Como viene siendo costumbre en las tumbas ramésidas, tras la sala de los pilares, el siguiente corredor (G) muestra el ritual de Apertura de la Boca practicado a la momia del difunto por un sacerdote de Horus-Iunmutef. Por su parte, las dos antecámaras H e I, que han resultado muy dañadas por las inundaciones, mostraban imágenes de dioses hoy difíciles de identificar.

- La cámara sepulcral parece seguir el mismo patrón que la sala de pilares. Las paredes están decoradas con textos funerarios (en este caso además del Libro de las Puertas se incluye el Libro de la Tierra) y las columnas con ofrendas a los dioses. Las divinidades vuelven a ser prácticamente las mismas, pero repartidas en ocho pilares en vez de en cuatro, y a ellas se agregan otras de carácter más secundario como Onuris, Shepsy, Soped, Tatjenen o la tríada funeraria Ptah-Sokaris-Osiris. Las cámaras vecinas muestran diferentes motivos tal que:

- Ja lleva en sus paredes un hechizo del Libro de los Muertos.
- Jb mantiene imágenes de Osiris acompañado de los cuatro hijos de Horus (indicando que quizás en este lugar se guardasen los vasos canopes).
- Jc lleva inscrito un texto funerario más difícil de ver en una tumba, el llamado Libro de la Vaca Celestial.
- La decoración de Jd está poco clara, pero parece representar los campos de Iaru, similares a los campos Elíseos griegos.

- Las salas gemelas K1 y K2, así como la última habitación (L) muestran más personalidades del extenso panteón egipcio, pero tampoco son fáciles de descubrir sus identidades. Al final de la tumba vuelven a aparecer partes del Libro de las Puertas, el texto al que más se recurre en toda KV11.

- El lugar presenta varios grafitos, que demuestran que la tumba estuvo abierta al menos desde época grecorromana hasta la sala F. Los lenguajes más frecuentes son el demótico y el griego, aunque hay alguno también en el europeo moderno e incluso una inscripción en hierático que data del año 13 de Esmendes I, en la cual quizás la momia fuera trasladada a un lugar más seguro.

## Excavación

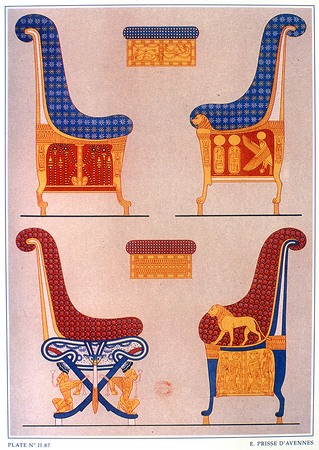
Decoración de sillas y escabeles.

Al parecer KV11 fue uno de los lugares más visitados por los turistas durante la antigüedad, y ya en el siglo XVIII el viajero Bruce se sorprendió de su hermosura y dibujó, de forma muy subjetiva y fantasiosa, algunas de las pìnturas que luego serían muy famosas en Occidente, como es el caso de los arpistas ciegos. Es por ello que antes de que los jeroglíficos permitieran saber quién era su propietario, el lugar era conocido como la Tumba de Bruce. Tanto Bruce como otros visitantes del lugar -incluida la expedición napoleónica de 1799- registran la existencia de hasta tres momias en una de las cámaras anexas a la cripta (J), pero se trataba de enterramientos intrusos datados en el Tercer Periodo Intermedio.
El aventurero Giovanni Battista Belzoni la visitó al menos en 1816 y en 1819, procediendo a la limpieza y desescombro. Aunque salieron a la luz algunos ushebti y restos de vasijas, el principal artículo que salió de Egipto sería el propio sarcófago exterior, de piedra y de considerables dimensiones. Hoy una parte de él está expuesta en el Louvre (París) y otra en el Museo Fitzwilliam (Cambridge), pero la tapa exterior nunca fue hallada, y se cree que fue robada en tiempos de la dinastía XXI. La última gran actividad de desescombro fue realizada por el Service des Antiquités a finales del siglo XIX, tras lo cual la tumba fue adecentada al público.

## La momia real
Como se mencionó más arriba, aunque la tumba fue comenzada por Sethnajt, éste al final optaría por ser enterrado en KV14, y el proyecto no volvería a ser retomado hasta que asumió el trono Ramsés III, su hijo y sucesor, que sí fue enterrado en KV11. Como tantas otras momias reales del Imperio Nuevo, el cadáver de este rey fue puesto a salvo por los sacerdotes durante la dinastía XXI y finalmente hallado en el escondite de DB320 junto a otros grandes faraones entre los que también se hallaba el propietario de KV11, el famoso Ramsés II.
La momia de Ramsés III fue hallada en la caja en la que se podía leer el nombre de la reina Ahmose Nefertari, pero este caso no es único: se produjo una auténtica mezcla de personalidades reales separadas entre sí por varias generaciones debidas, quizás, a la precipitación de sus salvadores. En el momento de su descubrimiento sólo se desenvolvió la cabeza, estando el resto tan ceñido que podía desintegrarse si se hacían movimientos bruscos. Es por ello que durante muchas décadas no se pudo advertir ningún signo que certificase si el monarca fue asesinado a raíz de la conspiración del harén real o si murió por otra causa.
Ramsés III se halla en un buen estado de conservación, y su cuerpo no se ha visto castigado durante su traslado al escondrijo, al contrario que otras momias reales. Aparenta tener una edad entre cincuenta a sesenta años; su rostro tan poco agraciado incluso sirvió para hacer el modelo de La momia, del film clásico de 1932 protagonizado por Boris Karloff.
Finalmente análisis mediante tomógrafo realizados en 2012 permitieron descubrir que, en efecto, el soberano pereció asesinado, como muchos sospechaban ante la lectura del célebre papiro guardado en Turín donde se han conservado las actas del juicio, donde ciertas alusiones indican que el soberano había fallecido y era su sucesor el encargado de castigar el complot. Los análisis descubrieron que el rey falleció degollado en torno a los sesenta años, mientras se encontraba sentado su cuello fue profundamente segado desde atrás. Los embalsamadores introdujeron luego en la herida un amuleto "Ojo de Horus" para que la herida apareciera sanada en el Más Allá y rodearon el cuello con un collar de vendas.